# Elección legislativa de Francia de 1849
Las elecciones legislativas de Francia de 1849 se realizaron el 13 de mayo de 1849.

## Resultados
| Partido | Partido                                      | Votos | Escaños |
| ------- | -------------------------------------------- | ----- | ------- |
|         | Partido del Orden (Parti de l'Ordre)         | 53%   | 450     |
|         | Montaña (Montagne), socialistas democráticos | 25%   | 180     |
|         | Republicanos moderados                       | 11%   | 75      |

- Datos: Q1979795